# 資訊偏誤
資訊偏誤（英語：information bias）是流行病學與觀察性研究中，因測量誤差所導致的一種偏誤現象，有時亦稱為觀察偏誤或分組錯誤。國際流行病學學會對其的定義為：
1. 暴露變因、共變因、或結果變因測量時的缺陷，導致數據的測量品質（或正確度）在比較組之間有差異。資訊偏誤與選樣偏誤之間不見得是獨立發生的。
2. 因測量誤差導致的估計偏誤。

常見造成資訊偏差的種類包括回報偏差、回憶偏差、觀察者偏差、與偵測偏差等。無論是何種偏差，其發生機制皆是研究變因的測量誤差大小受到其他研究變因影響所致。
避免資訊偏差的方法，在於降低研究過程中的測量誤差，尤其是避免測量誤差會因為受到研究變因影響。若測量誤差大小與研究變因無關，皆為隨機測量誤差，則可推估觀察主題的估計值會低估於真值。若測量精準度越高、測量誤差越低，則偏誤將越小。但是，若測量誤差大小會受到其他研究變因影響，則有可能有高估估計值的可能。
研究設計與執行過程中，都務必使測量人員客觀地依照操作手冊進行測量，以降低測量誤差大小受到任何人為因素影響。

## 分類錯誤
分類錯誤是測量誤差的一種。流行病學研究中，分類錯誤可分為有差異性的分類錯誤與無差異性的分類錯誤，這通常是針對二元變因而言。所謂的差異性，是針對比較組（例如風險暴露組與對照組）之間而言。

### 無差異性的分類錯誤
被比較的各組中測量誤差的程度一致之下所發生的錯誤分組，稱為無差異性的分組錯誤。在此情形之下，會發生假說中危險因子暴露與疾病間相關性程度被低估的結果。不過，無差異性的分類錯誤只會造成估計值低估的這個觀念，學界中也有些不同的看法。

### 有差異性的分類錯誤
被比較的各組中測量誤差的程度不一致之下所發生的錯誤分組，稱為差異性的分組錯誤。例如，體重較重的人的血壓測量正確性比體重較輕的人還要差，或是有失智症的老人回憶的暴露史與沒有失智症的老人的回憶正確度有所差異。這種分類錯誤的效應可能導致觀察值被高估，也有可能導致低估。統計學家已發展一些方法可校正這類的偏誤，但須知比較組之間的測量誤差。